# 4K (Bildauflösung)

DCI 4K sowie 4K UHD mit einer Zeilenzahl von 2160 und einem Bildseitenverhältnis von 16:9 im Vergleich zu den geringeren Bildauflösungen 1080p, 720p, DVD (576i) und Video-CD (240)

4K-Auflösung, auch 4K genannt, bezeichnet eine horizontale Bildauflösung in der Größenordnung von 4000 Pixeln. Je nach Seitenverhältnis und vertikaler Bildauflösung von ca. 2000 Pixeln hat die gesamte Anzahl der Bildpunkte in den meisten Fällen einen Wert um acht Millionen, somit Megapixel.

## Beschreibung
Aus der Angabe „4K“ geht nicht hervor, welche Bildseitenverhältnisse, Bittiefen, Bildwiederholfrequenzen oder Helligkeits- und Farbwerte in den Bildern kodiert sind. Die ITU-R-Empfehlung BT.2020 der Internationalen Fernmeldeunion definiert beispielsweise die Bildauflösung 3840 × 2160 (= 8,3 Megapixel per Standbild) mit einem Bildseitenverhältnis von 16:9 und quadratischen Bildpunkten.
Die Bilder haben häufig ein Bildseitenverhältnis von 16:9. Die folgende Tabelle gibt einige Bildauflösungen mit den bei 4K auftretenden Zeilen- oder Spaltenzahlen bei verschiedenen Bildseitenverhältnissen an.
| Bildseiten- verhältnis | Spalten | Zeilen | Pixelanzahl (Megapixel) |
| ---------------------- | ------- | ------ | ----------------------- |
| 4:3                    | 4096    | 3072   | 12,6                    |
| 16:90                  | 4096    | 2304   | 9,4                     |
| ≈17:9≈0                | 4096    | 2160   | 8,8                     |
| 16:90                  | 3840    | 2160   | 8,3                     |
| 3:2                    | 3240    | 2160   | 7,0                     |
| 4:3                    | 2880    | 2160   | 6,2                     |
| 1:1                    | 2160    | 2160   | 4,7                     |

## Geräte
Digitale Wiedergabegeräte, wie Computermonitore, Bildschirme, Fernsehgeräte oder Projektoren, sowie Aufnahmegeräte, wie Digitale Kinokameras oder Digitalkameras, mit einer Spaltenzahl ab 4000 Spalten können mit dem Attribut „4K“ gekennzeichnet werden. Damit wird verdeutlicht, dass diese Geräte in der Lage sind, Bilder mit dieser Spaltenzahl vollständig zu verarbeiten, ohne Bildpunkte zusammenfassen zu müssen (Downsampling).
Bilder mit geringerer Bildauflösung können mit Hilfe von Upsampling beziehungsweise wie im Fall von Full HD mit Zeilenverdopplern auf ultrahochauflösenden Wiedergabegeräten formatfüllend dargestellt werden.
Da viele Videokameras (inklusive Mobiltelefone) Farbinformationen nur in einem Viertel der Helligkeitsinformationen speichern (4:2:0-Farbunterabtastung), liefert 2160p Farbinformationen in 1080p, was die Farbgenauigkeit bei der Betrachtung auf einem 1080p-Bildschirm verbessert. Die bei 2160p höhere von Videokameras verwendete Datenrate reduziert ebenfalls die Sichtbarkeit von Bildartefakten.

## Geschichte
Die Abkürzung „4K“ wurde schon in der Frühzeit der Computertechnik als Binärpräfix verwendet, um eine Speicherkapazität von 4096 (212) Speicherworten zu kennzeichnen. Der groß geschriebene Buchstabe „K“ lehnte sich an die Abkürzung „k“ des international standardisierten Präfixes Kilo an, der für den Faktor 1000 steht. Die Abkürzung 4K bedeutet also historisch 4096 und wird allgemein aber auch zur Klassifizierung von Zahlen im Bereich um 4000 verwendet.
Beim Film wurde der Begriff 4K-Auflösung anfangs für 4096 × 2160 Pixel (DCI 4K) benutzt und aus dem Kinobereich abgeleitet. Die Hersteller bezeichnen heute auch Fernsehgeräte mit 3840 × 2160 Pixeln (4K UHD) durchgängig mit 4K. Die erste kommerzielle 4K-Kamera für Filmaufnahmen, die Dalsa Origin mit einer Bildauflösung von 4096 × 2048 Bildpunkten, wurde 2003 auf den Markt gebracht. Sony bot bereits im Jahr 2004 einen digitalen Projektor mit 4K-Auflösung an.
Nachdem 4K-Videokameras von mehreren Herstellern angeboten wurden, begann die Videoplattform YouTube 2010 mit einer ersten Option zum Hochladen von 4K-Videos. Kinos begannen 2011 mit der Projektion von Filmen mit 4K-Auflösung. Der erste 4K-Heimkino-Projektor wurde 2012 ebenfalls von Sony auf den Markt gebracht, und GoPro stellte mit dem Modell HD Hero 3 seinen ersten 4K-tauglichen Action-Camcorder vor, der allerdings nur mit der geringen Bildfrequenz von 12 bzw. 15 Bildern pro Sekunde aufzeichnen konnte.

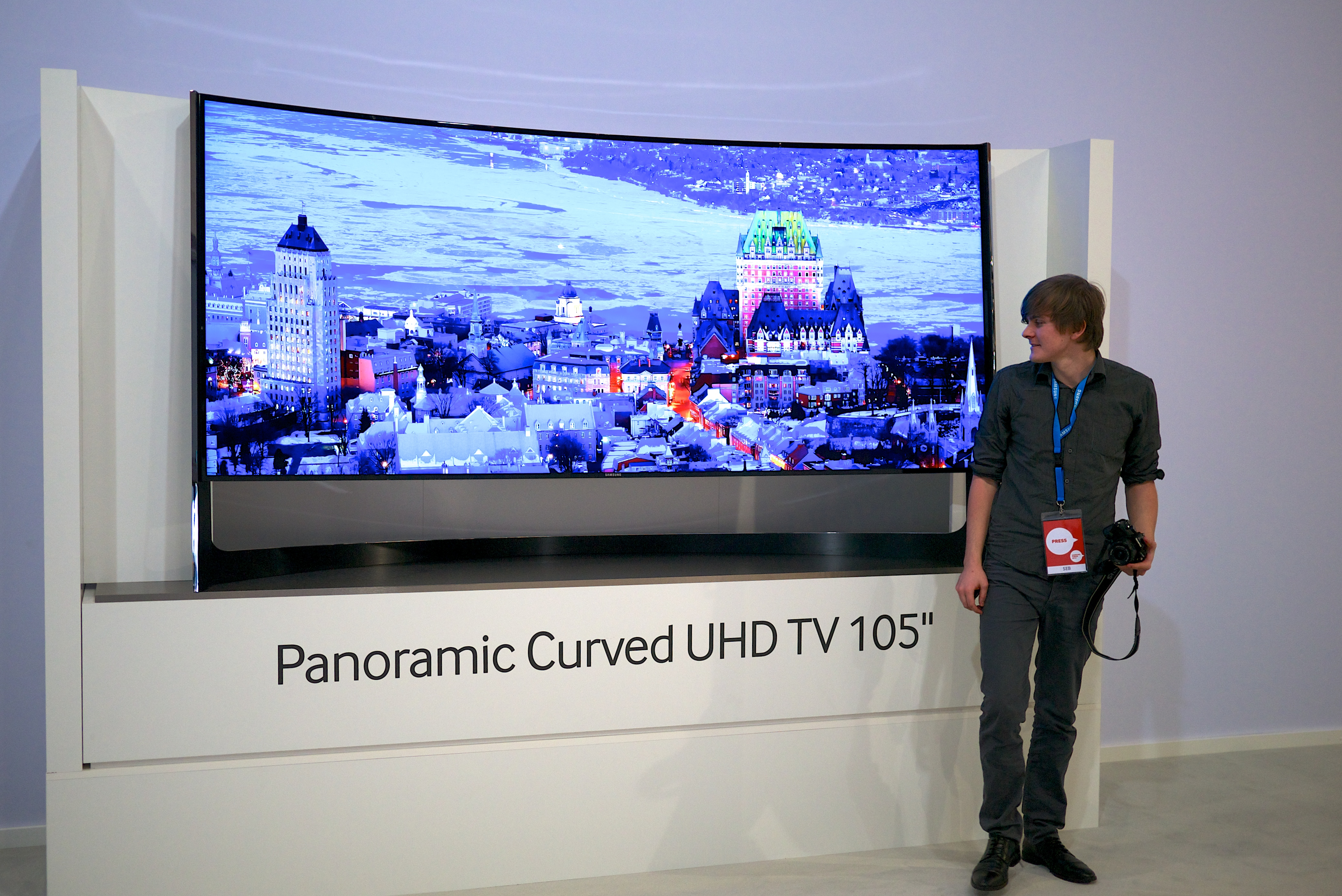
4K-Fernseher Samsung UN105S9 UHD von 2014

2014 wurden vom Video-Streaming-Dienst Netflix die Fernsehserien House of Cards, Breaking Bad sowie einige Naturdokumentationen in 4K-Auflösung angeboten, die mit geeigneten Fernsehgeräten abgespielt werden konnten. Die meisten Fernsehgerätehersteller hatten mittlerweile 4K-taugliche Geräte im Angebot, und auch Amazon Studios begann mit der Produktion von Fernsehserien in 4K-Auflösung. Mit der Panasonic Lumix DMC-GH4 und der Sony alpha 7S wurden die ersten spiegellosen digitalen Systemkameragehäuse angeboten, die Filme mit 4K-Auflösung aufnehmen konnten.
Apple stellte 2015 einen iMac mit 21.5″ 4K Retina-Display (4096 × 2304) vor. Die Reihe wurde mit 27″ 5K (2021) und 32″ 6K (2023) mit größeren Bildschirmen erweitert, erreichte aber keine Verdoppelung der Auflösung mehr.
2016 kamen schließlich Ultra HD Blu-rays und die ersten entsprechenden Abspielgeräte auf den Markt.
2018 sind ultrahoch auflösende Fernsehbildschirme mit einer noch deutlich größeren Anzahl von Bildpunkten auf den Markt gekommen, die eine Bildauflösung von 8K haben.
Ab Ende der 2010er und insbesondere seit Anfang der 2020er Jahre kamen vermehrt 4K-Monitore mit hohen Bildwiederholfrequenzen auf den Markt, die jedoch neben ihren bis heute hohen Anschaffungskosten bei modernen und anspruchsvollen Anwendungen zusätzlich eine ebenfalls teure leistungsstarke Grafikkarte benötigen, um von den erhöhten Bildwiederholraten profitieren zu können: 2018 wurde der erste 4K-Monitor mit einer Bildwiederholrate von 120 Hz zu einer unverbindlichen Preisempfehlung (UVP) von 1400 US-Dollar veröffentlicht. Samsung stellte mit ihrem Odyssey Neo G8 im Jahr 2022 den ersten 4K-Monitor mit 240 Hz vor; die UVP beträgt 1500 US-Dollar. TCL stellte 2024 einen 4K-Monitor mit 1000 Hz vor.

## Kritikpunkte bei Markteinführung
Bei Betrachtung des gesamten Bildes können einzelne Pixel von 4K-Bildern durch das menschliche Auge kaum noch erkannt werden; bei größerer Nähe sind sie jedoch deutlich erkennbar. Viele Menschen nehmen die Unterschiede bei der Bildauflösung zwischen UHD und Full HD nicht mehr wahr. Eine subjektive Verbesserung ergibt sich eher durch einen höheren Kontrastumfang und einen größeren Farbraum, so wie bei nachträglicher Vergrößerung während der Wiedergabe oder in der Nachbearbeitung.
Die Leistungsaufnahme von 4K-tauglichen Geräten ist häufig etwas höher als von Geräten mit geringerer Bildauflösung.

## Sonstiges
Die originäre Aufzeichnung im 4K-Format für die direkte Fernsehverwertung ließ der Pay-TV-Sender Sky Deutschland erstmals am 1. Dezember 2012 im Rahmen des Fußballbundesligaspiels FC Bayern München gegen Borussia Dortmund testen.